# Peter Schalken
Peter Schalken (Dussen, 9 december 1983) is een voormalig Nederlands wegracecoureur.

## Biografie
Schalken was vanaf 2000 actief in de Nederlandse motorsport. In dat jaar begon hij in de Yamaha TZR125 cup, waar hij in het eindklassement 6e eindigde en werd uitgeroepen tot "Rookie of the Year".
Schalken reed in het Nederlandse ONK Dutch Superbikes-kampioenschap, waar hij uitkwam voor het nieuwe Verolme GrafiCom Racing Team. Schalken had in 2010 een technisch lastig jaar, waardoor hij niet verder kwam dan een 10e eindklassering. Schalken reed in 2010 op een nieuwe speciaal geprepareerde BigBang MCR Yamaha R1.
Net als zijn grote voorbeeld Valentino Rossi, reed Schalken met startnummer 46.

## Klasseringen
- 2000 - Yamaha TZR125 cup - 6e eindklassement
- 2001 - Aprillia RS125 cup - 2e eindklassement
- 2002 - ONK 125 CC - 19e eindklassement
- 2003 - Juniorstock 600cc - 12e eindklassement
- 2004 - Juniorstock 600cc - 4e eindklassement
- 2005 - ONK Supersport 600 - 12e eindklassement
- 2006 - ONK Supersport 600 - 9e eindklassement
- 2007 - ONK Supersport 600 - 10e eindklassement
- 2008 - ONK Dutch Superbikes - 16e eindklassement
- 2009 - ONK Dutch Superbikes - 5e eindklassement
- 2010 - ONK Dutch Superbikes - 10e eindklassement